# Giro di Romandia 2021
Il Giro di Romandia 2021, settantaquattresima edizione della corsa e valevole come diciassettesima prova dell'UCI World Tour 2021 categoria 2.UWT, si svolse in cinque tappe precedute da un cronoprologo dal 27 aprile al 2 maggio 2021 su un percorso di 684,04 km, con partenza da Oron e arrivo a Friburgo, in Svizzera. La vittoria fu appannaggio del britannico Geraint Thomas, il quale completò il percorso in 17h59'57", alla media di 38,004 km/h, precedendo l'australiano Richie Porte e l'italiano Fausto Masnada.
Sul traguardo di Friburgo 120 ciclisti, su 140 partiti da Oron, portarono a termine la competizione.

## Tappe
| Tappa  | Data      | Percorso                                | km     | Vincitore di tappa | Leader cl. generale |
| ------ | --------- | --------------------------------------- | ------ | ------------------ | ------------------- |
| Pr.    | 27 aprile | Oron > Oron (cron. individuale)         | 4,05   | Rohan Dennis       | Rohan Dennis        |
| 1ª     | 28 aprile | Aigle > Martigny                        | 168,1  | Peter Sagan        | Rohan Dennis        |
| 2ª     | 29 aprile | La Neuveville > Saint-Imier             | 165,7  | Sonny Colbrelli    | Rohan Dennis        |
| 3ª     | 30 aprile | Estavayer > Estavayer                   | 168,7  | Marc Soler         | Marc Soler          |
| 4ª     | 1º maggio | Sion > Thyon                            | 161,3  | Michael Woods      | Michael Woods       |
| 5ª     | 2 maggio  | Friburgo > Friburgo (cron. individuale) | 16,19  | Rémi Cavagna       | Geraint Thomas      |
| Totale | Totale    | Totale                                  | 684,04 |                    |                     |

## Squadre e corridori partecipanti
| N.    | Cod. | Squadra               |
| ----- | ---- | --------------------- |
| 1-7   | IGD  | Ineos Grenadiers      |
| 11-17 | DQT  | Deceuninck-Quick Step |
| 21-27 | TJV  | Jumbo-Visma           |
| 31-37 | UAD  | UAE Team Emirates     |
| 41-47 | BOH  | Bora-Hansgrohe        |
| 51-57 | TFS  | Trek-Segafredo        |
| 61-67 | TBV  | Bahrain Victorious    |
| 71-77 | ACT  | AG2R Citroën Team     |
| 81-87 | AST  | Astana-Premier Tech   |
| 91-97 | BEX  | Team BikeExchange     |

| N.      | Cod. | Squadra                  |
| ------- | ---- | ------------------------ |
| 101-107 | GFC  | Groupama-FDJ             |
| 111-117 | TQA  | Team Qhubeka Assos       |
| 121-127 | ISN  | Israel Start-Up Nation   |
| 131-137 | MOV  | Movistar Team            |
| 141-147 | LTS  | Lotto Soudal             |
| 151-157 | COF  | Cofidis                  |
| 161-167 | DSM  | Team DSM                 |
| 171-177 | EFN  | EF Education-Nippo       |
| 181-187 | IWG  | Intermarché-Wanty-Gobert |
| 191-197 | CHE  | Svizzera                 |

## Dettagli delle tappe

### Prologo
- 27 aprile: Oron > Oron – Cronometro individuale – 4,05 km

Risultati
| Pos. | Corridore      | Squadra | Tempo |
| ---- | -------------- | ------- | ----- |
| 1    | Rohan Dennis   | Ineos   | 5'26" |
| 2    | Geraint Thomas | Ineos   | a 9"  |
| 3    | Richie Porte   | Ineos   | s.t.  |

| Pos. | Corridore      | Squadra | Tempo |
| ---- | -------------- | ------- | ----- |
| 1    | Rohan Dennis   | Ineos   | 5'26" |
| 2    | Geraint Thomas | Ineos   | a 9"  |
| 3    | Richie Porte   | Ineos   | s.t.  |

### 1ª tappa
- 28 aprile: Aigle > Martigny – 168,1 km

Risultati
| Pos. | Corridore       | Squadra | Tempo    |
| ---- | --------------- | ------- | -------- |
| 1    | Peter Sagan     | Bora    | 4h12'40" |
| 2    | Sonny Colbrelli | Bahrain | s.t.     |
| 3    | Patrick Bevin   | Israel  | s.t.     |

| Pos. | Corridore      | Squadra | Tempo    |
| ---- | -------------- | ------- | -------- |
| 1    | Rohan Dennis   | Ineos   | 4h18'06" |
| 2    | Geraint Thomas | Ineos   | a 9"     |
| 3    | Richie Porte   | Ineos   | s.t.     |

### 2ª tappa
- 29 aprile: La Neuveville > Saint-Imier – 165,7 km

Risultati
| Pos. | Corridore       | Squadra | Tempo    |
| ---- | --------------- | ------- | -------- |
| 1    | Sonny Colbrelli | Bahrain | 4h21'42" |
| 2    | Patrick Bevin   | Israel  | s.t.     |
| 3    | Marc Hirschi    | UAE     | s.t.     |

| Pos. | Corridore      | Squadra | Tempo    |
| ---- | -------------- | ------- | -------- |
| 1    | Rohan Dennis   | Ineos   | 8h39'48" |
| 2    | Patrick Bevin  | Israel  | a 8"     |
| 3    | Geraint Thomas | Ineos   | a 9"     |

### 3ª tappa
- 30 aprile: Estavayer > Estavayer – 168,7 km

Risultati
| Pos. | Corridore           | Squadra  | Tempo    |
| ---- | ------------------- | -------- | -------- |
| 1    | Marc Soler          | Movistar | 3h58'35" |
| 2    | Magnus Cort Nielsen | EF       | a 22"    |
| 3    | Peter Sagan         | Bora     | s.t.     |

| Pos. | Corridore      | Squadra  | Tempo     |
| ---- | -------------- | -------- | --------- |
| 1    | Marc Soler     | Movistar | 12h38'40" |
| 2    | Geraint Thomas | Ineos    | a 14"     |
| 3    | Richie Porte   | Ineos    | s.t.      |

### 4ª tappa
- 1º maggio: Sion > Thyon – 161,3 km

Risultati
| Pos. | Corridore      | Squadra | Tempo    |
| ---- | -------------- | ------- | -------- |
| 1    | Michael Woods  | Israel  | 4h58'35" |
| 2    | Ben O'Connor   | AG2R    | a 17"    |
| 3    | Geraint Thomas | Ineos   | a 21"    |

| Pos. | Corridore      | Squadra | Tempo     |
| ---- | -------------- | ------- | --------- |
| 1    | Michael Woods  | Israel  | 17h37'35" |
| 2    | Geraint Thomas | Ineos   | a 11"     |
| 3    | Ben O'Connor   | AG2R    | a 21"     |

### 5ª tappa
- 2 maggio: Friburgo > Friburgo – Cronometro individuale – 16,19 km

Risultati
| Pos. | Corridore        | Squadra    | Tempo  |
| ---- | ---------------- | ---------- | ------ |
| 1    | Rémi Cavagna     | Deceuninck | 21'54" |
| 2    | Stefan Bissegger | EF         | a 6"   |
| 3    | Geraint Thomas   | Ineos      | a 17"  |

| Pos. | Corridore      | Squadra    | Tempo     |
| ---- | -------------- | ---------- | --------- |
| 1    | Geraint Thomas | Ineos      | 17h59'57" |
| 2    | Richie Porte   | Ineos      | a 28"     |
| 3    | Fausto Masnada | Deceuninck | a 38"     |

## Evoluzione delle classifiche
| Tappa              | Vincitore          | Classifica generale Maglia gialla | Classifica a punti Maglia verde | Classifica scalatori Maglia tricolore | Classifica giovani Maglia bianca | Classifica a squadre Numero giallo |
| ------------------ | ------------------ | --------------------------------- | ------------------------------- | ------------------------------------- | -------------------------------- | ---------------------------------- |
| Prol.              | Rohan Dennis       | Rohan Dennis                      | Rohan Dennis                    | non assegnata                         | Stefan Bissegger                 | Ineos Grenadiers                   |
| 1ª                 | Peter Sagan        | Rohan Dennis                      | Peter Sagan                     | Joël Suter                            | Marc Hirschi                     | Ineos Grenadiers                   |
| 2ª                 | Sonny Colbrelli    | Rohan Dennis                      | Sonny Colbrelli                 | Joël Suter                            | Marc Hirschi                     | Ineos Grenadiers                   |
| 3ª                 | Marc Soler         | Marc Soler                        | Sonny Colbrelli                 | Joël Suter                            | Marc Hirschi                     | UAE Team Emirates                  |
| 4ª                 | Michael Woods      | Michael Woods                     | Sonny Colbrelli                 | Kobe Goossens                         | Thymen Arensman                  | Ineos Grenadiers                   |
| 5ª                 | Rémi Cavagna       | Geraint Thomas                    | Sonny Colbrelli                 | Kobe Goossens                         | Thymen Arensman                  | Ineos Grenadiers                   |
| Classifiche finali | Classifiche finali | Geraint Thomas                    | Sonny Colbrelli                 | Kobe Goossens                         | Thymen Arensman                  | Ineos Grenadiers                   |

Maglie indossate da altri ciclisti in caso di due o più maglie vinte
- Nella 1ª tappa Geraint Thomas ha indossato la maglia verde al posto di Rohan Dennis.

## Classifiche finali

### Classifica generale - Maglia gialla
| Pos. | Corridore       | Squadra      | Tempo     |
| ---- | --------------- | ------------ | --------- |
| 1    | Geraint Thomas  | Ineos        | 17h59'57" |
| 2    | Richie Porte    | Ineos        | a 28"     |
| 3    | Fausto Masnada  | Deceuninck   | a 38"     |
| 4    | Marc Soler      | Movistar     | a 39"     |
| 5    | Michael Woods   | Israel       | a 43"     |
| 6    | Ben O'Connor    | AG2R         | a 45"     |
| 7    | Ion Izagirre    | Astana       | a 1'08"   |
| 8    | Lucas Hamilton  | BikeExchange | a 1'22"   |
| 9    | Damiano Caruso  | Bahrain      | a 1'30"   |
| 10   | Wilco Kelderman | Bora         | a 2'20"   |

### Classifica a punti - Maglia verde
| Pos. | Corridore           | Squadra  | Punti |
| ---- | ------------------- | -------- | ----- |
| 1    | Sonny Colbrelli     | Bahrain  | 98    |
| 2    | Marc Soler          | Movistar | 77    |
| 3    | Magnus Cort Nielsen | EF       | 76    |
| 4    | Peter Sagan         | Bora     | 70    |
| 5    | Geraint Thomas      | Ineos    | 69    |

### Classifica scalatori - Maglia tricolore
| Pos. | Corridore       | Squadra     | Punti |
| ---- | --------------- | ----------- | ----- |
| 1    | Kobe Goossens   | Lotto       | 48    |
| 2    | Joël Suter      | Svizzera    | 43    |
| 3    | Geraint Thomas  | Ineos       | 34    |
| 4    | Davide Villella | Movistar    | 34    |
| 5    | Rein Taaramäe   | Intermarché | 26    |

### Classifica giovani - Maglia bianca
| Pos. | Corridore           | Squadra | Tempo     |
| ---- | ------------------- | ------- | --------- |
| 1    | Thymen Arensman     | DSM     | 18h02'45" |
| 2    | M. Skjelmose Jensen | Trek    | a 1'37"   |
| 3    | Ilan Van Wilder     | DSM     | a 3'21"   |
| 4    | Gijs Leemreize      | Jumbo   | a 9'36"   |
| 5    | Clément Champoussin | AG2R    | a 11'54"  |

### Classifica a squadre
| Pos. | Squadra                  | Tempo     |
| ---- | ------------------------ | --------- |
| 1    | Ineos Grenadiers         | 54h07'07" |
| 2    | Team DSM                 | a 11'50"  |
| 3    | Jumbo-Visma              | a 15'59"  |
| 4    | Intermarché-Wanty-Gobert | a 20'33"  |
| 5    | Bahrain Victorious       | a 20'47"  |